# 유승운
유승운(劉承雲, 1900년 10월 14일 ~ ?)은 일제강점기의 고등계 경찰이다. 독립운동가를 체포 고문하는 등 항일운동을 탄압하여 친일반민족행위자로 분류됐다.

## 생애
본적지는 평안남도 지역이다. 1921년에 순사가 되면서 경찰계에 입문했다. 이후 1935년에 폐결핵으로 퇴직할 때까지 약 14년 8개월 동안 고등경찰로 근무하면서 의열단 사건 수사를 비롯한 항일운동 탄압에 앞장섰다.
조선총독부 산하 경찰기관의 핵심인 종로경찰서 고등계와 경기도경찰부 고등과에서 순사부장으로 활약했다. 이 과정에서 시국사건을 다수 취급했고, 항일운동가를 체포하여 취조하는 일에도 앞장섰다. 유승운이 작성한 심문조서는 수백 건에 이른다.
시국사건에 대한 단서를 탐지하기 위해 각종 사회단체의 집회를 지속적으로 감시하고 요시찰 인물들도 지켜봤다. 예를 들어 1930년에 개최된 조선학생회 정기대회와 근우회 상무집행위원회, 양복노동자조합 임시대회, 경성출판노동조합 임시대회 등이 모두 감시 대상이었다.
유승운이 주도적으로 조사한 대표적인 사건이 1928년 발생한 신민부 군자금 사건이다. 종로경찰서는 이때 군자금 모금을 위해 국내에 잠입한 신민부의 밀사를 체포한 뒤 대한광복회 등 연계 단체에서 활동하던 인물들을 대구에서 검거했다. 1929년 공명단 군자금 사건에서도 경기도 양주군에서 일제 우편차량 습격한 공명단원 최양옥을 직접 체포했다.
1930년 조선공산당 재건 사건에서는 탄압을 피해 망명했다가 다시 국내로 잠입해온 사회주의 계열의 운동가 한빈 등 4인을 체포했고, 근우회에서 활동하던 기생 출신의 노동운동가 정칠성도 유승운에게 붙잡혔다. 6·10 만세운동 때는 배후에 있던 조선공산당 책임비서 강달영을 심문하여 이 시위가 일제의 시각에서는 불온한 민족해방운동의 성격을 갖고 있다는 것을 밝혀내기도 했다.
강압적이고 폭력적인 수사 방법으로도 유명했다. 조선공산청년회에 가입했다는 혐의로 잡혀온 최기윤이 유승운에게 취조와 회유를 받고 허위자백을 한 예가 있으며, 1928년 신민부의 밀사가 군자금을 모금하러 잠입한 사건에 연루되어 심문을 받던 신현규는 옥중에서 뇌진탕으로 변사하여 고문 의혹을 강하게 불러일으키기도 했다.
유승운은 시국사건 탐지와 해결에 보인 능력을 인정받아 '우수민완형사'로 지정되었고, 1934년 만주사변 반대공작사건 관련자를 검거한 공으로 만주사변 공로기장이 상신되기도 했다.

## 사후
2007년 대한민국 친일반민족행위진상규명위원회가 발표한 친일반민족행위 195인 명단에 포함되었다. 2008년 발표된 민족문제연구소의 친일인명사전 수록예정자 명단에도 들어 있다.

## 참고자료
- 친일반민족행위진상규명위원회 (2007년 12월). 〈유승운〉 (PDF). 《2007년도 조사보고서 II - 친일반민족행위결정이유서》. 서울. 1444~1466쪽쪽. 발간등록번호 11-1560010-0000002-10. [깨진 링크(과거 내용 찾기)]
- 신현규 : 독립유공자 공훈록 - 국가보훈처